# Jamesbrittenia aurantiaca
Jamesbrittenia aurantiaca là một loài thực vật có hoa trong họ Huyền sâm. Loài này được (Burch.) Hilliard mô tả khoa học đầu tiên năm 1992.